# Egizio Rubino
Egizio Rubino (Il Cairo, 10 ottobre 1919 – Siracusa, 27 maggio 1990) è stato un calciatore e allenatore di calcio italiano, di ruolo centrocampista.
Nacque nella capitale egiziana (da cui il nome) da genitori siracusani. Anche suo figlio Franco fu calciatore professionista e, per alcune stagioni, giocò nelle squadre allenate dal padre Egizio. Gli è stato dedicato un largo a Siracusa.

## Carriera

### Giocatore
Cominciò a giocare a calcio quasi per caso nel Siracusa nel 1939: infatti un giorno venne a mancare una mezzala per disputare un allenamento e l'allenatore, l'ex juventino Giovanni Vecchina, chiese ad un tecnico di basket se avesse in squadra qualcuno in grado di giocare a calcio e quest'ultimo gli consigliò di prendere Rubino. Con gli azzurri ha disputato anche il Campionato siciliano 1944-1945. Dopo aver giocato in campionati minori con l'Idra Francofonte e con la Leonzio ed in Serie C con il Messina nel 1945-1946, tornò al Siracusa e lì rimase fino al suo ritiro, disputando sei campionati di Serie B.

### Allenatore
Intrapresa la carriera di allenatore con due esperienze con il Siracusa da allenatore-giocatore, nel dicembre 1952 subentrò a Enzo Di Giulio come allenatore della Leonzio in Prima Divisione. Ottenne poi un discreto successo vincendo il Seminatore d'oro nel 1963 come miglior allenatore di Serie C grazie alla promozione in Serie B ottenuta con il Potenza (che allenò anche nei due anni seguenti nella serie cadetta), e successivamente arrivando con il Foggia a guidare una squadra di Serie A, campionato che non era riuscito a raggiungere da calciatore.
Con i rossoneri pugliesi (sulla cui panchina si è seduto anche il cognato Oronzo Pugliese, suo predecessore alla guida del Foggia) ottenne una salvezza in Serie A nella stagione 1965-66, mentre l'impresa non gli riuscì nella stagione successiva; conquistò inoltre due promozioni con il Catania, una in Serie A nel 1969-70 e l'altra in Serie B nel 1974-75, allenando gli etnei in massima serie nell'annata 1970-71 quando tuttavia non riuscì ad evitarne la retrocessione.
Nella stagione 1982-83, quasi al termine della sua carriera di allenatore, ottenne una promozione in Serie C1 con l'Akragas.

## Statistiche

### Presenze e reti nei club
| Stagione        | Squadra         | Campionato      | Campionato | Campionato | Coppe nazionali | Coppe nazionali | Coppe nazionali | Totale | Totale |
| Stagione        | Squadra         | Comp            | Pres       | Reti       | Comp            | Pres            | Reti            | Pres   | Reti   |
| --------------- | --------------- | --------------- | ---------- | ---------- | --------------- | --------------- | --------------- | ------ | ------ |
| 1939-1940       | Siracusa        | C               | 12         | 2          | CI              | 0               | 0               | 12     | 2      |
| 1940-1941       | Siracusa        | C               | 13+4       | 1+0        | CI              | 0               | 0               | 17     | 1      |
| 1941-1942       | Siracusa        | C               | 21         | 8          | -               | -               | -               | 21     | 8      |
| 1942-1943       | Siracusa        | C               | 9          | 8          | -               | -               | -               | 9      | 8      |
| 1944-1945       | Siracusa        | CS              | ?          | ?          | -               | -               | -               | ?      | ?      |
| 1945-1946       | Messina         | C               | 15         | 7          | -               | -               | -               | 15     | 7      |
| 1946-1947       | Bari            | A               | 0          | 0          | -               | -               | -               | 0      | 0      |
| 1947-1948       | Siracusa        | B               | 34         | 1          | -               | -               | -               | 34     | 1      |
| 1948-1949       | Siracusa        | B               | 36         | 6          | -               | -               | -               | 36     | 6      |
| 1949-1950       | Siracusa        | B               | 34         | 2          | -               | -               | -               | 34     | 2      |
| 1950-1951       | Siracusa        | B               | 33         | 0          | -               | -               | -               | 33     | 0      |
| 1951-1952       | Siracusa        | B               | 29         | 0          | -               | -               | -               | 29     | 0      |
| 1952-1953       | Siracusa        | B               | 12         | 0          | -               | -               | -               | 12     | 0      |
| Totale Siracusa | Totale Siracusa | Totale Siracusa | 233+ +4    | 28+ +0     |                 | 8               | 0               | 245+   | 28+    |
| Totale carriera | Totale carriera | Totale carriera | 248+ +4    | 35+ +0     |                 | 8               | 0               | 260+   | 35+    |

## Palmarès

### Giocatore

#### Competizioni nazionali
- Serie C: 1

Siracusa: 1940-1941

### Allenatore

#### Competizioni nazionali
- Serie C: 2

Potenza: 1962-1963
Catania: 1974-1975

#### Competizioni regionali
- Prima Divisione: 1

Leonzio: 1952-1953